# Culicoides alaskensis
Culicoides alaskensis är en tvåvingeart som beskrevs av Wirth 1951. Culicoides alaskensis ingår i släktet Culicoides och familjen svidknott.
Artens utbredningsområde är Alaska. Inga underarter finns listade i Catalogue of Life.